# Ночью у моря одна
«Ночью у моря одна» (кор. 밤의 해변에서 혼자) — южнокорейский драматический фильм 2017 года, написанный, спродюсированный и снятый Хон Сансу. Премьера фильма состоялась 16 февраля 2017 году на 67-м Берлинском международном кинофестивале, где он участвовал в основной конкурсной программе. Ким Мин Хи выиграла награду «Серебряный медведь» за лучшую женскую роль, став первой корейской актрисой, удостоившейся такой чести.

## Сюжет
Актриса Ёнхи сбежала в Европу, когда в сеульском обществе стал широко обсуждаться её роман с женатым режиссёром.
В первой главе показана её жизнь в осеннем или зимнем Гамбурге, она ходит в гости, разговаривает, любит ходить по парку и на пляж, по большому счёту ничем не занимается. Режиссёр обещает к ней приехать, но так и не делает этого.
Во второй главе Ёнхи уже вернулась на родину, но не в Сеул, а в один из городов неподалёку от Каннына «посмотреть на зимнее море». Там она встречает знакомых, которых не видела несколько лет, проводит с ними вечер, снимает номер в безлюдной гостинице на берегу. Когда друзья уходят, идёт на пляж, ложится на бок на песок и засыпает. Ей снится, что её будит группа кинематографистов из команды режиссёра (имя режиссёра в течение фильма так и не произносится), они приводят её к бывшему возлюбленному, во время застолья актриса и режиссёр ругаются. Фильм заканчивается тем, что её будит на пляже ещё раз один из прохожих.

## В ролях
- Ким Мин Хи — Ёнхи
- Со Ёнхва — Джиён
- Квон Хэхё — Чхону
- Чон Джэён
- Сон Сонми
- Мун Сонгын
- Ан Сонён
- Кон Минджон

## Награды и номинации
| Год  | Премия                                      | Категория                                             | Номинировано      | Результат |
| ---- | ------------------------------------------- | ----------------------------------------------------- | ----------------- | --------- |
| 2017 | 67-й Берлинский международный кинофестиваль | Лучшая женская роль                                   | Ким Мин Хи        | Победа    |
| 2017 | 67-й Берлинский международный кинофестиваль | Золотой медведь                                       | Хон Сансу         | Номинация |
| 2017 | 53-й Baeksang Arts Awards                   | Лучшая режиссёрская работа                            | Хон Сансу         | Номинация |
| 2017 | Иерусалимский международный кинофестиваль   | Премия Фонда семьи Уилф за лучший международный фильм | Ночью у моря одна | Победа    |
| 2017 | Премия Корейской ассоциации кинокритиков    | Топ-10 лучших фильмов                                 | Ночью у моря одна | Победа    |
| 2017 | 26-й Buil Film Awards                       | Лучшая женская роль                                   | Ким Мин Хи        | Номинация |
| 2018 | 23-й Chunsa Film Art Awards                 | Лучшая женская роль                                   | Ким Мин Хи        | Номинация |